# Mariposa Grove
Pour les articles homonymes, voir Grove.

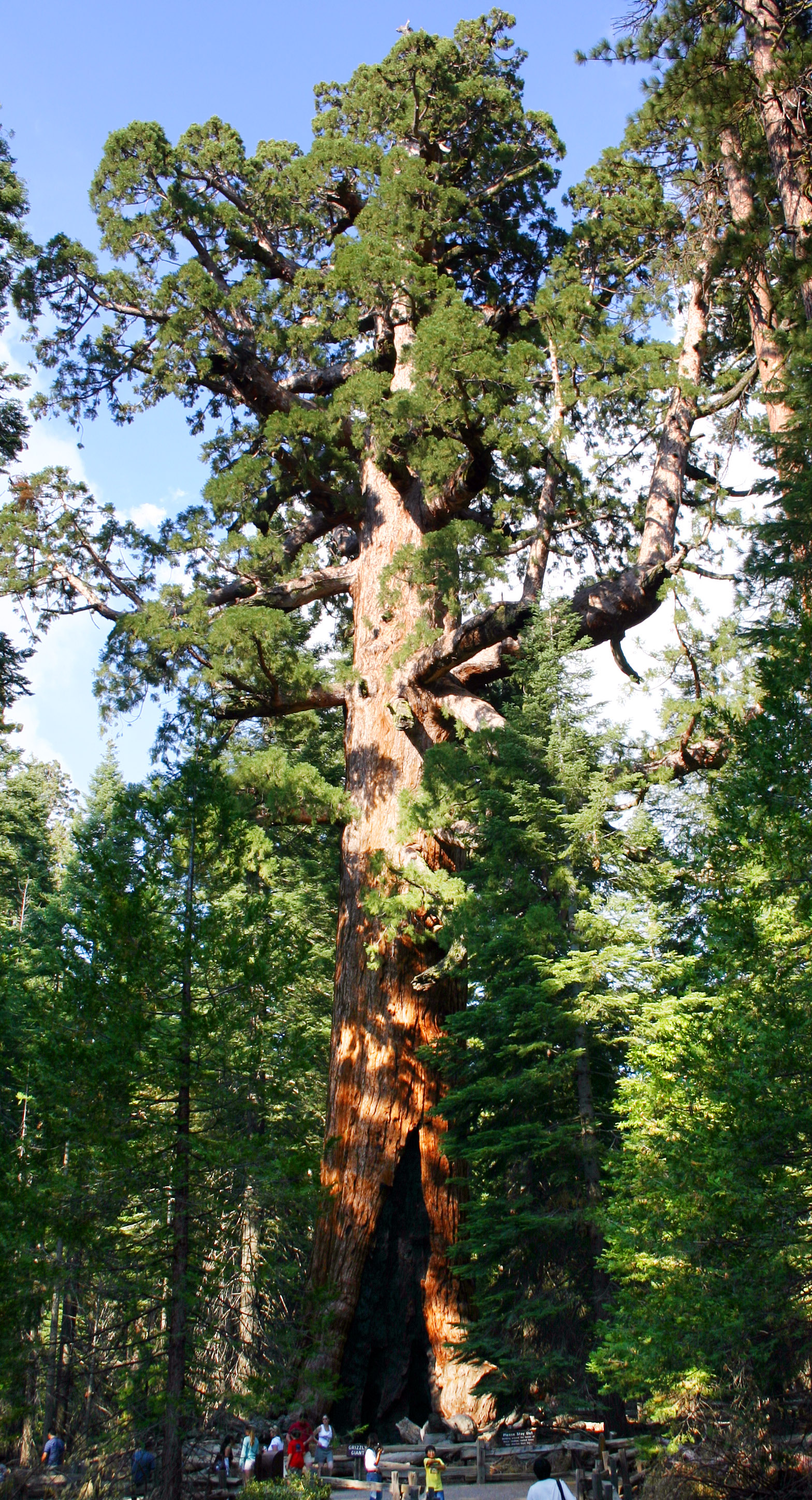
Le séquoia Grizzly Giant est un des arbres les plus populaires de Mariposa Grove. Remarquez la taille des personnes situées au pied de l'arbre en guise de comparaison

Mariposa Grove est un bosquet de séquoias géants situé près de Wawona, en Californie, dans la partie sud-ouest du parc national de Yosemite. Découvert en 1857 par Galen Clark et Milton Mann, le bosquet doit son nom au comté de Mariposa. Il constitue le plus grand groupe de séquoias géants du parc et compte plusieurs centaines de séquoias adultes, dont deux sont parmi les vingt-cinq plus grands du monde. Le plus ancien d'entre eux est le séquoia Grizzly Giant, âgé de 1900-2400 ans et mesurant 63 mètres de haut. Sa base très renflée porte sa circonférence à 28 m.
Le 30 juin 1864, Abraham Lincoln céda Mariposa Grove (et Yosemite Valley) à l'État de Californie. Cependant Mariposa Grove repassa sous contrôle fédéral lors de l'établissement du Parc national de Yosemite en 1890.
Le musée de Mariposa Grove est listé sur le Registre national des lieux historiques.

## Arbres remarquables

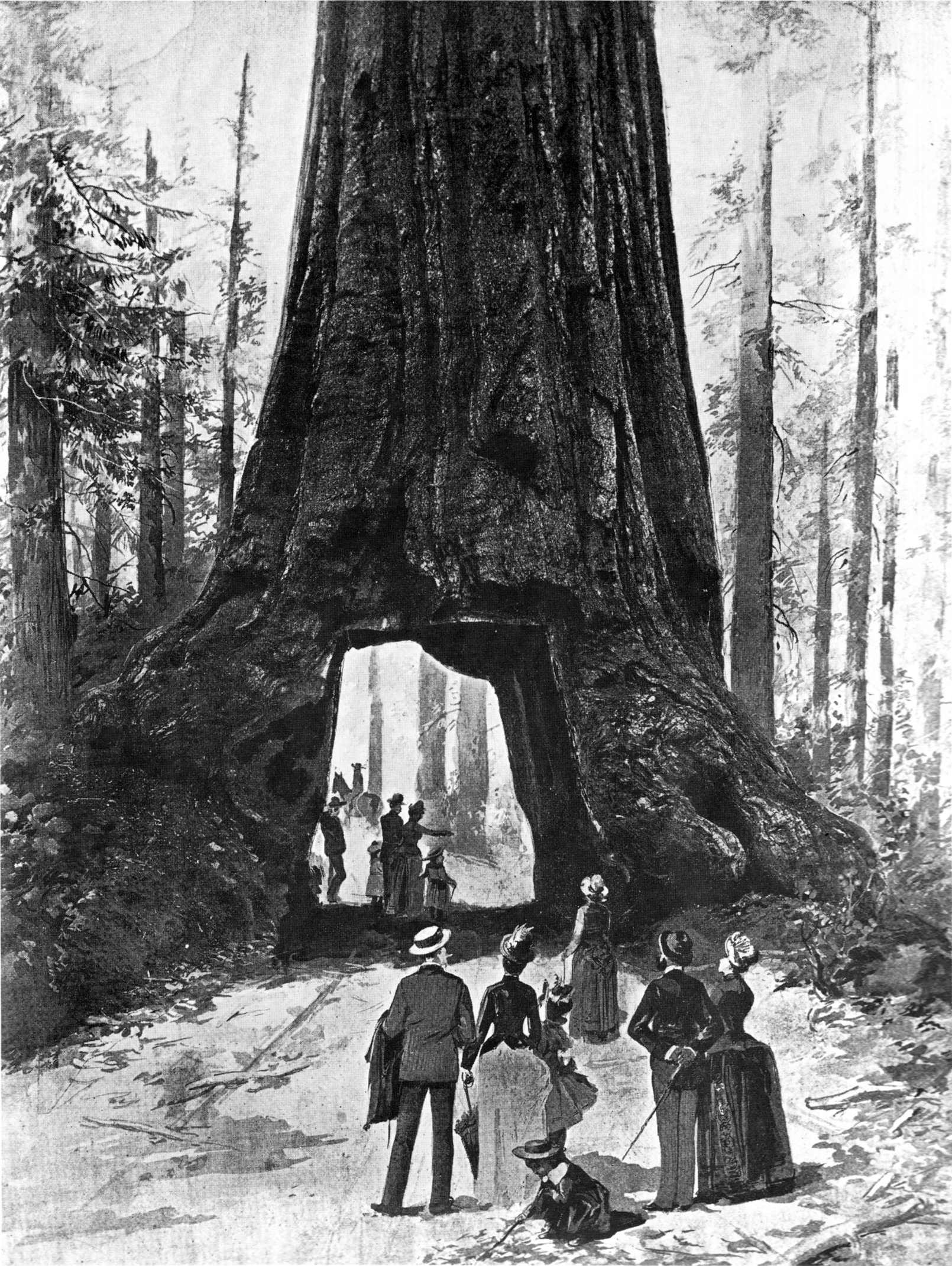
Le Wawona Tree en 1887

- Le Wawona Tree, aussi connu sous le nom de Wawona Tunnel Tree, était un séquoia géant se trouvant dans le bosquet. Sa célébrité est due au fait qu'un tunnel, élargissant une brèche due au feu, fut creusé sa base en 1881, qui permettait de traverser l'arbre en calèche puis en voiture. Il était haut d'environ 69 mètres (227 pieds) et large de 27 mètres (90 pieds). Il tomba en 1969.
- Le California Tunnel Tree a été coupé en 1895 d'une manière similaire à l'arbre précédent.
- Le Faithful Couple : ces deux arbres ont poussé si proches l'un de l'autre que leurs troncs ont fusionné à la base.